# غونزالو باز
غونزالو باز (بالإسبانية: Gonzalo Paz)‏ هو لاعب كرة قدم أرجنتيني في مركز الدفاع، ولد في 6 يونيو 1993 في مورون في الأرجنتين. لعب مع ديبورتيفو آرمينيو.

## وصلات خارجية
- غونزالو باز على موقع قاعدة بيانات كرة القدم.إي يو (الإنجليزية)
- غونزالو باز على موقع Soccerway.com (الإنجليزية)